# Цетински, Тони
Энтони (Тони) Цетински (хорв. Toni Cetinski, истр. Tony Cetinsky; род. 29 мая 1969, Пула, Хорватия, Югославия) — популярный хорватский поп-исполнитель, участник конкурса песни Евровидение 1994.

## Биография
Родился в 1969 году в городе Пула, в семье музыкантов; вскоре вместе с семьёй переехал в Ровинь. В 15 лет начал выступать в составе различных музыкальных групп. В 1991 переезжает в Загреб, чтобы начать там музыкальную карьеру. Популярность молодого исполнителя быстро росла, в 1994 году певец получил возможность выступать как представитель Хорватии на конкурсе песни Евровидение 1994 с песней «Nek' ti bude ljubav sva».
В 1995 году награждён орденом Утренней звезды Хорватии с ликом Марка Марулича.
В 2006 году на хорватском радио-фестивале певец стал победителем во всех трёх номинациях в поп-рок категории: «HRF Grand Prix», приз зрительских симпатий и приз музыкальных редакторов. В 2009 получил специальную хорватскую музыкальную премию «Порин» за лучший мужской вокал (в композиции «Ako to se zove ljubav»). В том же году выступил перед тридцатитысячной аудитории на «Arena Zagreb».

## Дискография
- Samo srce nikad ne laže (1991)
- Ljubomora 1 (1992)
- Ljubomora 2 (1993)
- Ljubav i bol (1995)
- Prah i pepeo (1997)
- A1 (1998)
- Triptonyc (2000)
- A sada… (2003)
- Budi uz mene (2005)
- Tony Cetinski i prijatelji (2007)
- Ako to se zove ljubav (2008)
- Tony Cetinski — Live In Arena Zagreb — Furia Tour (2009)
- Da Capo (2010)

## Видеография
- Tony Cetinski-Arena Live’08 — концертное DVD (2008)
- Blago onom tko te ima — документальный фильм (2008)
- Tony Cetinski-Live in Arena Zagreb — концертное DVD + 2 CD с бонусными композициями (2009)